# Explosiediagram
Een explosiediagram is een diagram waarmee de brandbaarheid of de explosiviteit van een bepaalde ruimte kan worden bepaald. Een explosiediagram wordt bijvoorbeeld gebruikt in het transport in bulk van brandbare en explosieve stoffen. In het maritieme vervoer van aardolie wordt het explosiediagram gebruikt om te bepalen wat er met een tank moet gebeuren voordat deze veilig is om te betreden of voordat de olietanker veilig kan laden.

## Achtergrondinformatie
Een brand bestaat uit drie elementen (branddriehoek):
- Een brandbare stof
- Zuurstofgas
- Warmte/ontsteking (Bijvoorbeeld: een vonk)

Neem een van deze drie elementen weg en vuur kan zich niet ontwikkelen of een bestaande brand zal uitdoven.
Een vloeistof of een vaste stof kan zelf niet branden. Ze branden pas als ze opgewarmd worden en brandbare gassen gaan afstoten, pyrolysische gassen genaamd. Het zijn deze pyrolysische gassen die branden. Elke brand is dus een gasbrand. Een brand heeft de juiste concentratie brandbare gassen en zuurstof nodig om te kunnen blijven branden.
Enkele definities:

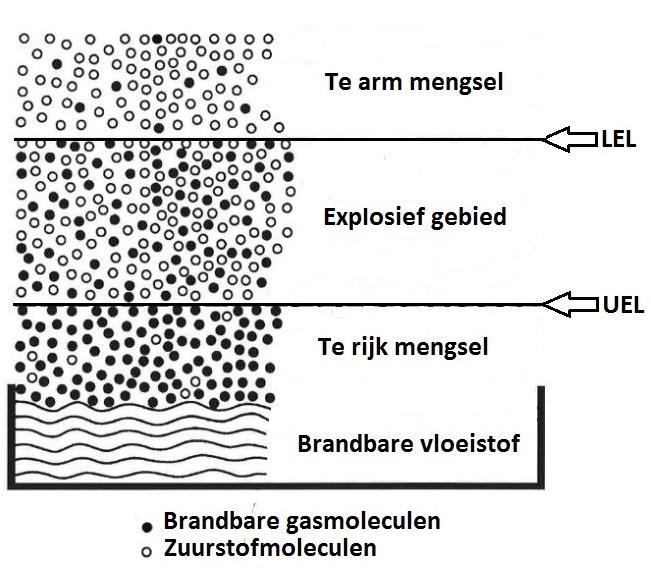
Een visuele voorstelling van de LEL en de UEL

- LEL (lower explosive limit, onderste explosielimiet): de minimumconcentratie aan brandbare gassen in lucht waaronder geen ontsteking zal plaatsvinden. Onder de LEL is er te weinig brandbaar materiaal om een brandbaar mengsel te hebben.
- UEL (upper explosive limit, bovenste explosielimiet): de maximumconcentratie aan brandbare gassen in lucht waarboven geen ontsteking zal plaatsvinden. Boven de UEL is er te veel brandbaar materiaal en te weinig zuurstof om een brandbaar mengsel te hebben.
- MOC (maximum oxygen concentration, maximum zuurstofconcentratie): onder de 14% à 15% zuurstof in een ruimte kan een vuur niet branden. Een bestaand vuur zal dan ook beginnen uitdoven.
- Volumeprocent: een hoeveelheid gas in een ruimte uitgedrukt in procent van het totale volume. De LEL, UEL en MOC worden uitgedrukt in volumeprocenten.
- Inerteren: Een ruimte vullen met een niet brandbaar gas, bijvoorbeeld stikstofgas, om zo de zuurstofconcentratie zo laag mogelijk te houden. Volgens de Internationale Code inzake brandveiligheidssystemen van het Internationaal Verdrag voor de beveiliging van mensenlevens op zee (SOLAS) is een tank inert als die minder dan 8% zuurstofgas bevat. In een inerte tank is er niet genoeg zuurstof om te kunnen ademen. Een inerte tank moet dan ook altijd betreden worden met een persluchttoestel.
- Ventileren: Een ruimte vullen met lucht (21% zuurstofgas, 78% stikstofgas en 1% andere gassen).
- Purgeren: Een tank vullen met een inert gas zodat de concentratie aan brandbare dampen vermindert.

## Uitleg diagram

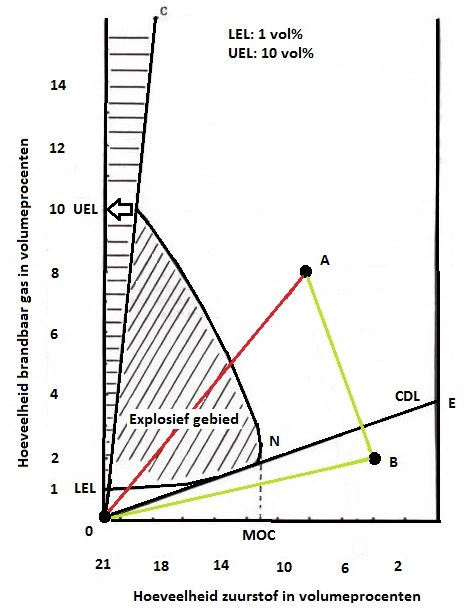
Het explosiediagram

Op de horizontale as staat de concentratie zuurstof met in de oorsprong (punt 0) de normale concentratie (21%). Op de verticale as staat de concentratie brandbaar gas. Deze as loopt schuin omdat naarmate de hoeveelheid brandbaar gas stijgt, automatisch de hoeveelheid zuurstof daalt (het volume zuurstof wordt ingenomen door het brandbaar gas).
Het gearceerde gebied tussen de LEL, de UEL en het punt N zijn de brandbare samenstellingen van zuurstof en brandbaar materiaal. Het is dus te vermijden dat de samenstelling van de atmosfeer van een ruimte zich in deze zone bevindt.
De rechte tussen punt 0 en punt E noemt men de critical dilution line (CDL). Boven deze lijn moet men eerst de ruimte purgeren en daarna kan men pas ventileren. Onder deze lijn kan men direct ventileren zonder dat de atmosfeer op een bepaald moment een brandbare samenstelling heeft.
Om van punt A naar een normale atmosfeer (punt 0) te gaan moet er eerst worden gepurgeerd en daarna pas kan men ventileren, rechtstreeks ventileren zou ervoor zorgen dat de atmosfeer door het brandbare gebied zal gaan.
Om van een normale atmosfeer (punt 0) naar punt A te gaan moet er eerst geïnerteerd worden en daarna pas kan men de tank veilig laden. Dit laatste wordt toegepast om een tank met een brandbare vloeistof te vullen, rechtstreeks vullen in een normale atmosfeer zou opnieuw ervoor zorgen dat de tank een bepaalde tijd een brandbare atmosfeer heeft.